# 베이징 러브 스토리
《베이징 러브 스토리》(중국어 간체자: 北京爱情故事, 정체자: 北京愛情故事, 병음: Běi jīng ài qíng gù shì 베이징아이칭구스[*], 한자음: 북경애정고사, 영어: Beijing Love Story 베이징 러브 스토리[*])는 2012년 제작된 중국의 TV 드라마이다.

## 캐스트
- 진사성 (청펑, 程　鋒 역)
- 이신 (우디, 吳　狄 역)
- 장역 (스샤오멍, 石小猛 역)
- 장흠예 (린샤, 林　夏 역)
- 통리야 (선빙, 沈　冰 역)
- 모샤오치 (우메이, 伍　媚 역)
- 양미 (양쯔시, 楊紫曦 역)